# AndC Media
&C Media, vaak afgekort naar &C of AndC,  is een Nederlands mediamerk opgericht door Chantal Janzen en haar man Marco Geeratz. Het bedrijf werd opgericht in 2017 en werkt sindsdien als onafhankelijk televisieproducent en uitgever van het magazine &C. Daarnaast werkt het bedrijf ook aan "branded content", en heeft het een koffiebar/winkel in de Van Woustraat in Amsterdam. In juli 2023 kondigde het bedrijf op de eigen website aan dat het in samenwerking met Fifth House vanaf januari 2024 een kledinglijn uit zal brengen.

## Platformen
In 2017 lanceerde Chantal Janzen in samenwerking met MediaLane het online-platform en magazine &C. 

### Magazine
Het magazine &C wordt maandelijks als glossy uitgegeven, waarbij in elk nummer een specifiek thema centraal staat. Janzen staat hierbij doorgaans zelf op de omslag en schrijft een inleidende editorial, gevolgd door een interview met een bekende Nederlander. Andere terugkerende bekende columnisten zijn onder meer Bettina Holwerda, James Worthy, Sarah Janneh en Tess Milne (online). In het verleden hebben ook onder meer Hila Noorzai, Olcay Gulsen, Leonie ter Braak en Miljuschka Witzenhausen vaste columns geschreven.
In het magazine staan onder meer interviews, columns en artikelen over reizen, mode, uiterlijke verzorging en lifestyle.
Jaarlijks worden er meerdere specials uitgebracht, onder meer:
- Oh Baby! (over ouderschap, baby's en opvoeding)
- Zomerboek (over zomer en vakantie)
- Winterboek (over winter, kerstmis en oudejaarsavond)
- Fokking Makkelijk Fit (over sport en gezondheid)

Hoofdredacteur van het blad is Debby Nobel.

### Televisieprogramma's
Nadat MediaLane besloot zich volledig te gaan concentreren op televisieproducties en live entertainment, werd &C Media opgericht. Het productiebedrijf werd in 2018 opgericht en ging aan de slag als onafhankelijk uitgever van &C. Sinds 2019 maakt &C Media ook zelfstandig televisieproducties. Chantals Pyjama Party is het eerste programma dat volledig door &C is geproduceerd.
Hieronder een geselecteerde lijst van televisieprogramma's die zijn geproduceerd door &C Media:
| Jaar            | Titel                        | Omroep/Zender | Opmerkingen   |
| --------------- | ---------------------------- | ------------- | ------------- |
| 2017, 2019-2020 | Chantal komt werken          | RTL 4         |               |
| 2019            | Chantals Pyjama Party        | RTL 4         | Eerste versie |
| 2021            | Chantals Beauty Camper       | RTL 4         |               |
| 2021            | In het hart van ons landgoed | Omroep MAX    |               |
| 2021-2023       | Chantals Pyjama Party        | RTL 4         | Tweede versie |
| 2023-heden      | Eén grote familie            | Videoland     |               |

### Concerten
&C heeft meermaals concerten geproduceerd:
| Jaar       | Titel               | Concertzaal |
| ---------- | ------------------- | ----------- |
| 2024-heden | Festival der Liebe  | Ahoy        |
| 2024       | Concert of the Year | Ziggo Dome  |

### Podcasts
Vanaf april 2024 produceert &C ook een podcast in samenwerking met Audiohuis: het tweede seizoen van de podcast Chantal & Tina, waarin Janzen met Tina de Bruin te horen is. Het eerste seizoen werd geproduceerd door Videoland.
Intussen produceert &C meer podcasts in samenwerking met Audiohuis:
| Jaar       | Titel               | Podcasters                      | Opmerkingen                   |
| ---------- | ------------------- | ------------------------------- | ----------------------------- |
| 2024-heden | Chantal & Tina      | Chantal Janzen en Tina de Bruin |                               |
| 2024-heden | Kletsen over Ketsen | Dzifa Kusenuh                   | Geproduceerd i.s.m. Chilly    |
| 2025       | Over Vallen         | Tess Milne                      |                               |
| 2025       | Eén Grote Familie   | Lykele Muus                     | Geproduceerd i.s.m. Videoland |

## Academy
Van 2018 tot 2021 bood het merk een &C Talent Academy-programma aan, met als doel om creatieve talenten in de kunst- en cultuursector te begeleiden gedurende de start van hun carrière. De Academy verbond de creatievelingen met gelijkgestemden en bekende experts uit de verschillende sectoren. Verder gaf de organisatie (im)materiële steun om de zichtbaarheid van de talenten te vergroten.
Ambassadeurs &C Talent Academy:
- Mano Bouzamour (schrijven)
- Caro Emerald (zang)
- Claes Iversen (mode)
- Chantal Janzen (presenteren)
- Igone de Jongh (dans)
- Roger Neve (fotografie)
- Selwyn Senatori (teken- en schilderkunst)
- Jeroen Spitzenberger (acteren)